# Bulletproof Monk
Bulletproof Monk (conocida como El monje o El guardián) es una película estadounidense de 2003 dirigida por Paul Hunter en su debut. Fue protagonizada por Chow Yun-fat, Seann William Scott y Jaime King y está parcialmente basada en el cómic de Brett Lewis y Michael Avon Oeming. Fue filmada en locaciones de los Estados Unidos y Canadá.

## Sinopsis
La película relata la historia de un monje tibetano sin nombre que se convierte en el maestro de un intrépido joven callejero. El monje entrena a su discípulo para defender a toda costa un antiguo pergamino. Para tal efecto, una hermosa joven llamada Jade se unirá a ambos para combatir a un malvado maestro de kung fu.

## Reparto
- Chow Yun-fat es el monje.
- Seann William Scott es Kar.
- Jaime King es Jade.
- Karel Roden es Strucker.
- Victoria Smurfit es Nina.
- Roger Yuan es Tenzin.
- Mako Iwamatsu es el señor Kojima.
- Marcus Jean Pirae es Funktastic.